# Марвін Брейсі
Марвін Брейсі (15 грудня 1993 , Орландо, Флорида ) — американський легкоатлет, що спеціалізується на спринті, призер чемпіонатів світу.

## Кар'єра
| Рік             | Змагання                        | Місце проведення          | Місце           | Дисципліна            | Результат       | Примітки        |
| Представник США | Представник США                 | Представник США           | Представник США | Представник США       | Представник США | Представник США |
| --------------- | ------------------------------- | ------------------------- | --------------- | --------------------- | --------------- | --------------- |
| 2014            | Чемпіонат світу в приміщенні    | Сопот, Польща             | 2               | біг на 60 метрів      | 6.51            |                 |
| 2014            | Світові легкоатлетичні естафети | Нассау, Багамські Острови | DSQ             | естафета 4×100 метрів | —               |                 |
| 2016            | Чемпіонат світу в приміщенні    | Портленд, США             | 7               | біг на 60 метрів      | 6.56            |                 |
| 2016            | Олімпійські випробування США    | Юджин, США                | 3               | біг на 100 метрів     | 9.98            |                 |
| 2016            | Олімпійські ігри                | Ріо-де-Жанейро, Бразилія  | 14 (пф.)        | біг на 100 метрів     | 10.08           |                 |
| 2017            | Світові легкоатлетичні естафети | Нассау, Багамські Острови | 1               | естафета 4×100 метрів | 38.82           | [ 2 ]           |
| 2022            | Чемпіонат світу в приміщенні    | Белград, Сербія           | 3               | біг на 60 метрів      | 6.44            |                 |
| 2022            | Чемпіонат світу                 | Юджин, США                | 2               | біг на 100 метрів     | 9.88            |                 |
| 2022            | Чемпіонат світу                 | Юджин, США                | 2               | естафета 4×100 метрів | 37.55           |                 |